# Spring Valley (Nevada)
Spring Valley es un lugar designado por el censo (CDP) en el condado de Clark, Nevada, Estados Unidos localizado a dos millas al oeste de Las Vegas Strip. La población de Spring Valley era de 117,390 según el censo del 2000.

## Geografía
Spring Valley está localizada en las coordenadas 36°6′45″N 115°15′1″O / 36.11250, -115.25028 (36.112520, -115.250198).
Según el United States Census Bureau, el CDP tiene un área total de 33.4 millas cuadradas (86.4 km²), en toda su tierra.

## Demografía
En el censo del 2000, había 117,390 personas, 47,964 dueños de casas, y 29,929 familias residiendo en el CDP. La densidad de población era de 3,519.4 personas por milla cuadrada (1,358.6/km²). 
Había 52,870 casas en un promedio de densidad de 1,585.0/sq mi (611.9/km²). La demografía racial del CDP era de 72.60% blancos, 5.29% afroamericanos, 0.60% Americanos nativos, 11.21% asiáticos, 0.48% isleños del pacífico, 5.14% de otras razas, y 4.67% dos o más razas. hispanos o latinos de cualquier raza fueron del 13.77% de la población.